# Christian Marbach

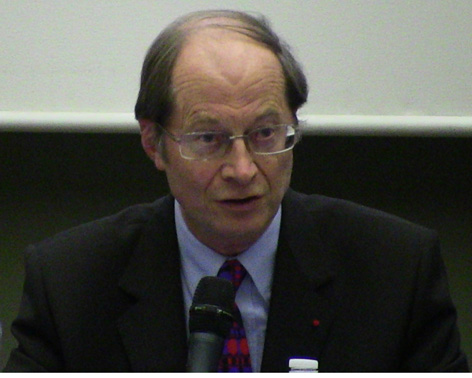
Christian Marbach (2011)

Christian Marbach (* 9. Oktober 1937 in Altkirch) ist ein französischer Ingenieur. Er ist bekannt für seine Reformen zugunsten des Technologietransfers in Frankreich.
Er gründete 1971 mit Sofinnova den ersten Risikokapitalfonds in Europa und reformierte 1979 die ANVAR, um die Übertragung von Hochschulforschung in die Industrie zu erleichtern.

## Leben
Nach seinem Abschluss an der École polytechnique 1961 ging er zum französischen Industrieministerium, wo er bis 1991 in verschiedenen Leitungspositionen tätig war.